# Peter van Ham
Peter van Ham (* 10. März 1964 in Darmstadt) ist ein deutscher Buchautor, Fotograf und Ausstellungskurator, der sich insbesondere mit verschiedenen Regionen des Himalaya beschäftigt.

## Werdegang und Tätigkeiten
Van Ham schloss Studien am Musicians Institute und der Johann Wolfgang Goethe-Universität Frankfurt am Main am Main ab. Van Ham unternahm zahlreiche Forschungsreisen in den Norden Indiens, nach Tibet und Nepal. Er veröffentlichte über diese Regionen mehrere Bücher, die in verschiedene Sprachen übersetzt wurden. Darüber hinaus kuratiert er Ausstellungen zu diesen Themen. Van Ham ist Fellow der Royal Geographical und Royal Asiatic Societies, London, sowie des Explorers Club, New York.
Eine von ihm kuratierte Ausstellung zu Westtibet mit einem Schwerpunkt aus den Arbeiten von Lama Angarika Govinda beginnt im November 2016 im Historischen und Völkerkundemuseum St. Gallen.

## Werke
- Tabo - Gods of light. The Indo-Tibetan masterpiece. München 2014, ISBN 978-3-7774-2326-5
- Krieger von Sonne und Mond: Mythen und Märchen der Völker im Nordosten Indiens. Frauenfeld 2011, ISBN 978-3-03740-104-0
- Heavenly Himalayas: the murals of Mangyu and other discoveries in Ladakh. München 2010, ISBN 978-3-7913-4543-7
- Indiens Tibet - Tibets Indien : das kulturelle Vermächtnis des Westhimalaya. München 2009, ISBN 978-3-7774-2221-3
- In den Bergen der Kopfjäger: Indiens wilder Nordosten. München 2007, ISBN 978-3-89405-381-9